# Notemigonus crysoleucas

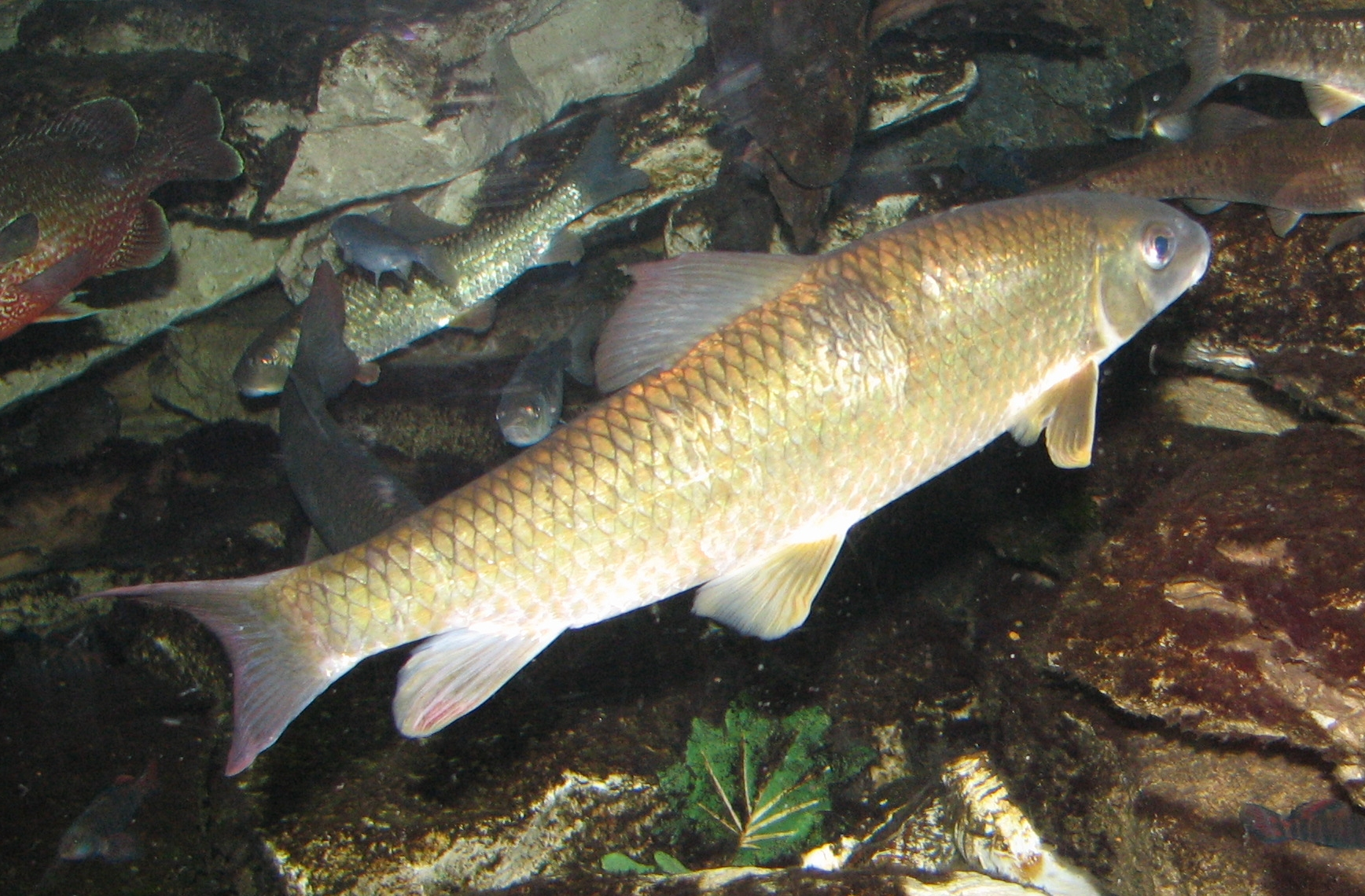
Un Notemigonus crysoleucas a l'aquari de Newport

Notemigonus crysoleucas és una espècie de peix cipriniforme de la família dels ciprínids.
Es troba a Nord-amèrica. És un peix d'aigua dolça i de clima temperat.
Els mascles poden assolir 30 cm de longitud total.
Als Estats Units és depredat per Micropterus salmoides i Morone saxatilis.